# Jes Høgh
Jes Høgh (ur. 7 maja 1966 w Aalborgu) – duński piłkarz, występujący na pozycji środkowego pomocnika lub obrońcy.
Przygodę z futbolem rozpoczynał w Aalborg Chang, w 1987 został oddany do bardziej znanego klubu z tego miasta - BK. Od razu stanął przed szansą zdobycia pierwszego trofeum w karierze - Pucharu Kraju, jednak w finale jego ekipa poległa z Aarhus GF. Miejsce w podstawowym składzie na stałe otrzymał w 1990 roku, kiedy w 26 meczach strzelił 7 bramek. Pod koniec roku odniósł ciężką kontuzję kolana, jednak zdołał powrócić w dobrej formie do swojego klubu, w kwietniu 1991 zadebiutował w reprezentacji Danii w towarzyskim meczu zremisowanym 1-1 z Bułgarią.
Jego kontrakt wygasł w styczniu 1992, podpisał więc nową umowę z ligowym rywalem, Silkeborgiem. Klauzula w jego kontrakcie nie pozwoliła na przeprowadzenie transferu, Jes nie zagrał więc ani jednego meczu w tym klubie. Pozostawał bezrobotny aż do października 1991, kiedy to na jego zatrudnienie zdecydowało się Brøndby IF. Trener widział go wówczas na pozycji obrońcy, a więc zawodnik musiał szybko zmienić pozycję na boisku. Był jednym z kilku nowych graczy sprowadzonych w tym sezonie do stołecznego klubu, ale szybko wywalczył silną pozycję. Utworzył silny blok defensywny z Rieperem, późniejszym partnerem z kadry. Już w 1993 wywalczył Puchar Danii, został także wybrany najlepszym piłkarzem roku. W styczniu 1995 odszedł do byłego klubu, Aalborgu i wywalczył tytuł mistrza Superligaen. Latem tego samego roku udało mu się zdobyć Puchar Konfederacji wraz z zespołem narodowym. Na turnieju zagrał we wszystkich trzech spotkaniach.
Po tych sukcesach został kupiony za 11 milionów koron duńskich przez Fenerbahçe SK. Od razu wywalczył z tym klubem tytuł mistrza Tureckiej Superligi, pierwszy raz od siedmiu lat. Powołany został na EURO 96 (zagrał w trzech meczach), a następnie na mundial za dwa lata (5 spotkań). W lipcu 1999 ponownie zmienił klub, pragnął spróbować sił w Anglii, przeniósł się więc do Chelsea. Tam był niestety tylko rezerwowym dla francuskich defensorów - Marcela Desailly'ego i Franka Leboeufa. Rok później wygrał FA Cup, znalazł także miejsce w kadrze na turniej w Belgii i Holandii. Z powodu kontuzji został jednak odesłany do domu. Łącznie dla ekipy ze Stamford Bridge rozegrał 17 meczów. Karierę zakończył po tym, jak nabawił się kolejnego urazu - w marcu 2001.